# Georges Lignon
Georges Nagueu Lignon (ur. 29 grudnia 1968) – piłkarz z Wybrzeża Kości Słoniowej, występujący podczas kariery na pozycji obrońcy.

## Kariera piłkarska
Georges Lignon podczas kariery występował w Africa Sports National Abidżan.

## Kariera reprezentacyjna
Georges Lignon występował w reprezentacji Wybrzeża Kości Słoniowej w latach 80. i 90. W 1989 uczestniczył w przegranych eliminacjach do Mistrzostw Świata 1990. W 1992 roku uczestniczył w największym sukcesie w historii WKS w postaci zdobycia Pucharu Narodów Afryki. Na tej imprezie Lignon wystąpił w trzech meczach z Algierią, Zambią oraz półfinałowym z Kamerunem.
W tym samym roku wystąpił w pierwszej edycji Pucharu Konfederacji, który nosił wówczas nazwę Pucharu Króla Fahda. Na tym turnieju po porażkach z Argentyną i reprezentację USA Wybrzeże Kości Słoniowej zajęło ostatnie, czwarte miejsce. Lignon wystąpił w meczu z Argentyną. W 1993 uczestniczył w przegranych eliminacjach do Mistrzostw Świata 1994